# Vordingborg
Vordingborg es una ciudad danesa de la costa sur de Selandia. Es la capital y mayor localidad del municipio de Vordingborg, en la región administrativa de Selandia. Tenía 11.686 habitantes en 2013.

## Historia

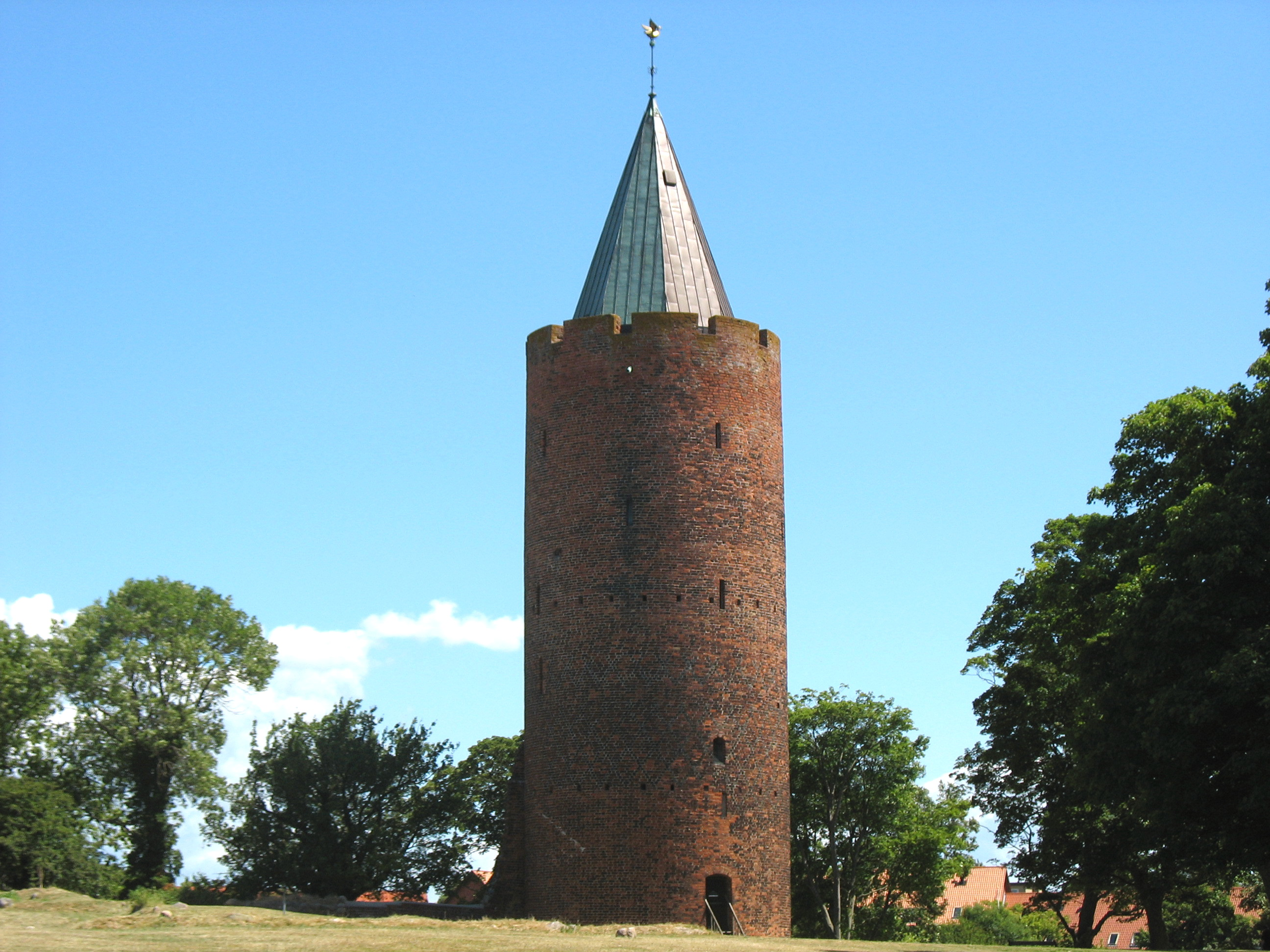
Torre del ganso (Gåsetårnet), la parte mejor conservada de las ruinas del castillo de Vordingborg.

El nombre de la ciudad fue Worthingburg en el siglo XII. Wurthing es el nombre antiguo de la isla de Oringe (actualmente península), donde se construyó el castillo de la ciudad, y su nombre a su vez significa posiblemente "lugar ancho" o "lugar de vigilancia". La terminación -burg (-borg en su forma moderna) significa "castillo".
La historia de la ciudad comienza con la construcción de un castillo real en la década de 1160. El castillo de Vordingborg fue sede de la flota naval y formaba parte de una red de fortificaciones contra las incursiones de los piratas wendos. Posiblemente Vordingborg obtuvo privilegios de ciudad comercial (købstad) desde el siglo XIII. La ciudad se encontraba en la ruta entre Selandia y las islas de Falster y Lolland, pero en contraparte su zona agrícola era pequeña, por lo que recibió privilegios y exenciones destinados a fomentar su crecimiento. En la Edad Media la ciudad aprovechó además el lucrativo comercio de arenque. El castillo sirvió de residencia real y en él se llegó a celebrar la Danehof (especie de parlamento y tribunal nacional). Los reyes Valdemar I y Valdemar II fallecieron en el castillo y ahí estuvo la primera tumba de Valdemar IV.
La ciudad tuvo un papel importante en los conflictos de la Baja Edad Media. En 1365 se firmó en ella la Paz de Vordingborg que estableció el armisticio de la primera guerra danesa-hanseática, confirmando a Dinamarca como vencedor y poder dominante en la región durante los próximos tres años. Tras la reanudación de las hostilidades, esta vez por iniciativa hanseática (en el marco de la Confederación de Colonia), la ciudad aguantó dos años de asedio (lanzado inmediatamente tras el derrumbe de Copenhague), siendo de pocas que lograron resistir la presión enemiga durante toda la contienda (aunque finalmente la Liga Hanseática sería el claro vencedor en la guerra). Unas décadas después, la ciudad y su castillo volvieron a ser el lugar de firma de un acuerdo de paz. En 1435, los beligerantes en la guerra entre la Unión de Kalmar (de la que Dinamarca formaba parte), Holstein y la Liga Hanseática firmaron aquí el tratado que puso fin a la contienda.
Hacia mediados del siglo XV, el castillo perdió su relevancia militar y sería residencia de un representante real (lendmann) en los siglos XVI y XVII. El desarrollo de Vordingborg se vio obstaculizado debido a su limitado comercio y zona agrícola, aunque la ciudad continuó teniendo relevancia como sitio de cruce en el estrecho de Storstrøm. En 1658 los suecos ocuparon el castillo y ahí permanecieron hasta el año siguiente después de resistir los asaltos daneses. La ciudad fue dañada por la guerra y en el siglo XVII padeció varios incendios.
Entre 1673 y 1750 hubo en Vordingborg un palacio estilo barroco italiano construido por Cristián V para su hermano el príncipe Jorge. Cuando Jorge se convirtió en príncipe consorte de Inglaterra, el palacio quedó en desuso y finalmente fue demolido.
En la segunda mitad del siglo XIX se establecieron varias fundidoras de hierro, curtidurías y otras empresas pequeñas. La industrialización se reforzó con la inauguración del ferrocarril de Selandia en 1870 y su extensión en 1872 hasta Nykøbing Falster (por medio de transbordadores de trenes). El desarrollo ocurrió principalmente en el estrecho de Masnedsund, frente a la isla de Masnedø, donde se hallaba el puerto y la estación de ferrocarril. A principios del siglo XX Vordingborg se ocupó del puerto, tuvo su propia estación de tren y su crecimiento se aceleró. En 1938 el puente del Storstrøm enlazó la ciudad con Falster de manera más eficiente. Las empresas más importantes del siglo XX fueron Masnedøværket —una planta de energía térmica—, y una procesadora de cárnicos.
Las décadas de 1970 y 1980 implicaron un retroceso en la población de Vordingborg. Al igual que la mayoría de las ciudades danesas, la industria retrocedió mientras el sector servicios aumentaba su importancia. La población se estableció a finales de la década de 1980 y en los años siguientes ha repuntado de forma modesta. 
Vordingborg es capital del municipio homónimo desde 1970. En 2007 este municipio fue ampliado considerablemente y en consecuencia la ciudad cumple con varias funciones administrativas.